# Барбара-дал-Бальєс
Барбара́-дал-Бальє́с (кат. Barberà del Vallès) - муніципалітет, розташований в Автономній області Каталонія, в Іспанії. Код муніципалітету за номенклатурою Інституту статистики Каталонії - 82520. Знаходиться у районі (кумарці) Бальєс-Уксідантал (коди району - 40 та VC) провінції Барселона, згідно з новою адміністративною реформою перебуватиме у складі Баґарії (округи) Барселона. За кількістю населення у 2007 р. місто займало 40 місце серед муніципалітетів Каталонії.

## Населення
Населення міста (у 2007 р.) становить 29.208 осіб (з них менше 14 років - 15,9%, від 15 до 64 - 72,7%, понад 65 років - 11,4%). У 2006 р. народжуваність склала 379 осіб, смертність - 165 осіб, зареєстровано 159 шлюбів. У 2001 р. активне населення становило 14.304 особи, з них безробітних - 1.563 особи.

Серед осіб, які проживали на території міста у 2001 р., 16.616 народилися в Каталонії (з них 10.655 осіб у тому самому районі, або кумарці), 9.013 осіб приїхало з інших областей Іспанії, а 799 осіб приїхало з-за кордону. 

Університетську освіту має 9,2% усього населення. 

У 2001 р. нараховувалося 8.868 домогосподарств (з них 12,7% складалися з однієї особи, 25,1% з двох осіб,26,2% з 3 осіб, 27% з 4 осіб, 6,7% з 5 осіб, 1,7% з 6 осіб, 0,3% з 7 осіб, 0,1% з 8 осіб і 0,1% з 9 і більше осіб).

Активне населення міста у 2001 р. працювало у таких сферах діяльності : у сільському господарстві - 0,2%, у промисловості - 35,3%, на будівництві - 10,7% і у сфері обслуговування - 53,8%. 

 У муніципалітеті або у власному районі (кумарці) працює 17.424 особи, поза районом - 8.518 осіб.

### Доходи населення
У 2002 р. доходи населення розподілялися таким чином :
| \| Доходи населення за статтями доходів \| Доходи населення за статтями доходів \| Доходи населення за статтями доходів \| \| Рік \| 2002 р. \| 2001 р. \| \| ------------------------------------ \| ------------------------------------ \| ------------------------------------ \| \| Заробітна платня \| 65,8% \| 67% \| \| Доходи від ведення бізнесу \| 20,3% \| 19,6% \| \| Соціальна допомога \| 13,9% \| 13,4% \| |         |         |
| Доходи населення за статтями доходів |         |         |
| Рік | 2002 р. | 2001 р. |
| Заробітна платня | 65,8%   | 67%     |
| Доходи від ведення бізнесу | 20,3%   | 19,6%   |
| Соціальна допомога | 13,9%   | 13,4%   |

### Безробіття
У 2007 р. нараховувалося 1.279 безробітних (у 2006 р. - 1.411 безробітних), з них чоловіки становили 34,4%, а жінки - 65,6%.

## Економіка
У 1996 р. валовий внутрішній продукт розподілявся по сферах діяльності таким чином :
| \| Валовий внутрішній продукт \| Валовий внутрішній продукт \| Валовий внутрішній продукт \| \| Рік \| 1996 р. \| 1991 р. \| \| -------------------------- \| -------------------------- \| -------------------------- \| \| Сільське господарство \| 0,1% \| 0,3% \| \| Промисловість \| 53,4% \| 53,5% \| \| Будівництво \| 4,3% \| 5,8% \| \| Послуги \| 42,2% \| 40,4% \| |         |         |
| Валовий внутрішній продукт |         |         |
| Рік | 1996 р. | 1991 р. |
| Сільське господарство | 0,1%    | 0,3%    |
| Промисловість | 53,4%   | 53,5%   |
| Будівництво | 4,3%    | 5,8%    |
| Послуги | 42,2%   | 40,4%   |

### Підприємства міста

#### Промислові підприємства
| \| Промислові підприємства міста, за сферою діяльності \| Промислові підприємства міста, за сферою діяльності \| Промислові підприємства міста, за сферою діяльності \| \| Рік \| 2002 р. \| 2001 р. \| \| --------------------------------------------------- \| --------------------------------------------------- \| --------------------------------------------------- \| \| Енергетичні та водні ресурси \| 0,4% \| 0,4% \| \| Хімія та метали \| 6,9% \| 7% \| \| Переробка металів \| 48,4% \| 47,1% \| \| Продукти харчування \| 3,2% \| 3% \| \| Текстиль \| 12,9% \| 12,6% \| \| Виробництво меблів, видання \| 17,3% \| 18,6% \| \| Інше \| 10,9% \| 11,4% \| \| Усього підприємств \| 504 \| 501 \| |         |         |
| Промислові підприємства міста, за сферою діяльності |         |         |
| Рік | 2002 р. | 2001 р. |
| Енергетичні та водні ресурси | 0,4%    | 0,4%    |
| Хімія та метали | 6,9%    | 7%      |
| Переробка металів | 48,4%   | 47,1%   |
| Продукти харчування | 3,2%    | 3%      |
| Текстиль | 12,9%   | 12,6%   |
| Виробництво меблів, видання | 17,3%   | 18,6%   |
| Інше | 10,9%   | 11,4%   |
| Усього підприємств | 504     | 501     |

#### Роздрібна торгівля
| \| Підприємства роздрібної торгівлі міста, за сферою діяльності \| Підприємства роздрібної торгівлі міста, за сферою діяльності \| Підприємства роздрібної торгівлі міста, за сферою діяльності \| \| Рік \| 2002 р. \| 2001 р. \| \| ------------------------------------------------------------ \| ------------------------------------------------------------ \| ------------------------------------------------------------ \| \| Продукти харчування \| 29% \| 30,9% \| \| Одяг та взуття \| 22,9% \| 23,1% \| \| Товари для дому \| 16,4% \| 14,1% \| \| Книги та періодичні видання \| 3,3% \| 3% \| \| Промислова хімічна продукція \| 7,2% \| 7,2% \| \| Продукція, пов'язана з транспортними засобами \| 3,5% \| 4,4% \| \| Інше \| 17,6% \| 17,3% \| \| Усього підприємств \| 511 \| 502 \| |         |         |
| Підприємства роздрібної торгівлі міста, за сферою діяльності |         |         |
| Рік | 2002 р. | 2001 р. |
| Продукти харчування | 29%     | 30,9%   |
| Одяг та взуття | 22,9%   | 23,1%   |
| Товари для дому | 16,4%   | 14,1%   |
| Книги та періодичні видання | 3,3%    | 3%      |
| Промислова хімічна продукція | 7,2%    | 7,2%    |
| Продукція, пов'язана з транспортними засобами | 3,5%    | 4,4%    |
| Інше | 17,6%   | 17,3%   |
| Усього підприємств | 511     | 502     |

#### Сфера послуг
| \| Підприємства міста, що працюють у сфері послуг, за діяльністю \| Підприємства міста, що працюють у сфері послуг, за діяльністю \| Підприємства міста, що працюють у сфері послуг, за діяльністю \| \| Рік \| 2002 р. \| 2001 р. \| \| ------------------------------------------------------------- \| ------------------------------------------------------------- \| ------------------------------------------------------------- \| \| Гуртова торгівля \| 20,1% \| 19,2% \| \| Готелі та готельний бізнес \| 13,4% \| 14,3% \| \| Транспорт та зв'язок \| 28,8% \| 28,7% \| \| Посередницькі фінансові послуги \| 3,6% \| 3,6% \| \| Послуги підприємствам \| 7,4% \| 7,6% \| \| Послуги фізичним особам \| 17,9% \| 18,4% \| \| Нерухомість та ін. \| 8,8% \| 8,2% \| \| Усього підприємств \| 1.210 \| 1.184 \| |         |         |
| Підприємства міста, що працюють у сфері послуг, за діяльністю |         |         |
| Рік | 2002 р. | 2001 р. |
| Гуртова торгівля | 20,1%   | 19,2%   |
| Готелі та готельний бізнес | 13,4%   | 14,3%   |
| Транспорт та зв'язок | 28,8%   | 28,7%   |
| Посередницькі фінансові послуги | 3,6%    | 3,6%    |
| Послуги підприємствам | 7,4%    | 7,6%    |
| Послуги фізичним особам | 17,9%   | 18,4%   |
| Нерухомість та ін. | 8,8%    | 8,2%    |
| Усього підприємств | 1.210   | 1.184   |

## Житловий фонд
У 2001 р. 4,7% усіх родин (домогосподарств) мали житло метражем до 59 м2, 50,3% - від 60 до 89 м2, 30,6% - від 90 до 119 м2 і
14,4% - понад 120 м2.

З усіх будівель у 2001 р. 35,8% було одноповерховими, 37,5% - двоповерховими, 11,2
% - триповерховими, 4,1% - чотириповерховими, 3,6% - п'ятиповерховими, 5,1% - шестиповерховими,
1,5% - семиповерховими, 1,2% - з вісьмома та більше поверхами.

## Автопарк
| \| Автомобілі, зареєстровані у місті, за призначенням \| Автомобілі, зареєстровані у місті, за призначенням \| Автомобілі, зареєстровані у місті, за призначенням \| \| Рік \| 2006 р. \| 2005 р. \| \| -------------------------------------------------- \| -------------------------------------------------- \| -------------------------------------------------- \| \| Приватні автомобілі \| 71,1% \| 72% \| \| Мотоцикли \| 7,1% \| 6,3% \| \| Вантажівки \| 17,3% \| 17,5% \| \| Трактори \| 1% \| 1% \| \| Автобуси та ін. \| 3,5% \| 3,2% \| \| Усього автомобілів \| 21.010 шт. \| 20.817 шт. \| |            |            |
| Автомобілі, зареєстровані у місті, за призначенням |            |            |
| Рік | 2006 р.    | 2005 р.    |
| Приватні автомобілі | 71,1%      | 72%        |
| Мотоцикли | 7,1%       | 6,3%       |
| Вантажівки | 17,3%      | 17,5%      |
| Трактори | 1%         | 1%         |
| Автобуси та ін. | 3,5%       | 3,2%       |
| Усього автомобілів | 21.010 шт. | 20.817 шт. |

## Вживання каталанської мови
У 2001 р. каталанську мову у місті розуміли 94,3% усього населення (у 1996 р. - 93,3%), вміли говорити нею 68,7% (у 1996 р. - 
64%), вміли читати 71,2% (у 1996 р. - 63,5%), вміли писати 44,9
% (у 1996 р. - 39,1%). Не розуміли каталанської мови 5,7%.

## Політичні уподобання
У виборах до Парламенту Каталонії у 2006 р. взяло участь 11.018 осіб (у 2003 р. - 11.994 особи). Голоси за політичні сили розподілилися таким чином:
| \| Вибори до Парламенту Каталонії \| Вибори до Парламенту Каталонії \| Вибори до Парламенту Каталонії \| \| Рік \| 2006 р. \| 2003 р. \| \| -------------------------------------- \| ------------------------------ \| ------------------------------ \| \| Конвергенція та Єднання (CiU) \| 20,9% \| 20% \| \| Соціалістична партія Каталонії (PSC) \| 37,8% \| 44% \| \| Народна партія (PP) \| 13,5% \| 14,3% \| \| Ініціатива за зелену Каталонію (IC) \| 11,8% \| 10,2% \| \| Республіканська лівиця Каталонії (ERC) \| 8,5% \| 9,7% \| \| Громадянська партія (C's) \| 4,1% \| 0% \| \| Інші \| 3,5% \| 1,8% \| |         |         |
| Вибори до Парламенту Каталонії |         |         |
| Рік | 2006 р. | 2003 р. |
| Конвергенція та Єднання (CiU) | 20,9%   | 20%     |
| Соціалістична партія Каталонії (PSC) | 37,8%   | 44%     |
| Народна партія (PP) | 13,5%   | 14,3%   |
| Ініціатива за зелену Каталонію (IC) | 11,8%   | 10,2%   |
| Республіканська лівиця Каталонії (ERC) | 8,5%    | 9,7%    |
| Громадянська партія (C's) | 4,1%    | 0%      |
| Інші | 3,5%    | 1,8%    |

У муніципальних виборах у 2007 р. взяло участь 10.628 осіб (у 2003 р. - 11.938 осіб). Голоси за політичні сили розподілилися таким чином:
| \| Муніципальні вибори \| Муніципальні вибори \| Муніципальні вибори \| \| Рік \| 2007 р. \| 2003 р. \| \| -------------------------------------- \| ------------------- \| ------------------- \| \| Конвергенція та Єднання (CiU) \| 7,1% \| 8,3% \| \| Соціалістична партія Каталонії (PSC) \| 45,1% \| 41,6% \| \| Народна партія (PP) \| 9,7% \| 12,3% \| \| Ініціатива за зелену Каталонію (IC) \| 9,4% \| 14,4% \| \| Республіканська лівиця Каталонії (ERC) \| 5,7% \| 5,9% \| \| Громадянська партія (C's) \| 0% \| 0% \| \| Інші \| 23,1% \| 17,5% \| |         |         |
| Муніципальні вибори |         |         |
| Рік | 2007 р. | 2003 р. |
| Конвергенція та Єднання (CiU) | 7,1%    | 8,3%    |
| Соціалістична партія Каталонії (PSC) | 45,1%   | 41,6%   |
| Народна партія (PP) | 9,7%    | 12,3%   |
| Ініціатива за зелену Каталонію (IC) | 9,4%    | 14,4%   |
| Республіканська лівиця Каталонії (ERC) | 5,7%    | 5,9%    |
| Громадянська партія (C's) | 0%      | 0%      |
| Інші | 23,1%   | 17,5%   |